# Ed de Noorlander
Edward Jan (Ed) de Noorlander (Rotterdam, 10 maart 1945 – Algarve, 3 november 2024) was een Nederlandse tienkamper. De Noorlander werd negende op de Olympische Spelen van 1968. Tevens was hij gedurende twee jaar, van 1965 tot 1967, met 1,96 m houder van het Nederlands record hoogspringen.
De Noorlander was zoon van Jan de Noorlander en Maria Junstina Demmers. Hij begon op twaalfjarige leeftijd met atletiek. Hij kon met DOS trainen op de Nenijto sintelbaan in Rotterdam. Hij was dermate fanatiek dat zijn vader hem een aantal jaren tijdens de middelbare school aan de hogereburgerschool moest afremmen. In 1963 pakte De Noorlander het weer serieus aan; hij deed mee aan de zevenkamp; in 1965 gevolgd door de tienkamp. In zijn hoogtijdagen moest hij vooral voorkomen dat hij overtraind raakte. Zo had hij in 1964 een knieblessure opgelopen tijdens het werken met gewichten; het legde zijn training een half jaar stil.
In 1969 leek zijn atletiekleven abrupt tot stilstand te komen. Tijdens een wedstrijd in Athene werd De Noorlander positief getest op amfetamine. Na maanden van discussie liep dat uit op een levenslange schorsing door de IAAF. Wetenschappers en de KNAU bleven echter de omschrijving aanvechten, omdat de aangetroffen stof een bijproduct was van een medicijn tegen astma. Het zou de eerste grote dopingzaak van de KNAU zijn geweest. Uiteindelijk werd de schorsing na acht maanden opgeheven. Hij wilde nog van de IAAF rehabilitatie. Of die er kwam is niet geheel duidelijk. Wel deed hij in 1973 mee aan een internationale tienkamp in Kopenhagen, alwaar hij tweede werd. In 1974 bouwde hij zijn tienkamploopbaan af; oorzaak was een versleten heup; het over horden springen werd daardoor onmogelijk.
Hij combineerde de atletiek met een studie economie aan de Nederlandse Economische Hogeschool.
De Noorlander overleed op 3 november 2024 op 79-jarige leeftijd.

## Nederlandse kampioenschappen
| Onderdeel    | Jaar       |
| ------------ | ---------- |
| 110 m horden | 1968       |
| hoogspringen | 1965       |
| tienkamp     | 1965, 1968 |

## Persoonlijke records
| Onderdeel            | Prestatie | Datum            | Plaats    |
| -------------------- | --------- | ---------------- | --------- |
| 110 m horden         | 14,3 s    | 1 juni 1969      | Rotterdam |
| hoogspringen         | 2,04 m    | 10 augustus 1973 | Reykjavik |
| polsstokhoogspringen | 4,40 m    | 14 juli 1973     | Den Haag  |
| kogelstoten          | 14,62 m   | 7 mei 1970       | Lisse     |
| discuswerpen         | 43,54 m   | 21 juni 1970     | Rotterdam |
| tienkamp             | 7478 p    | 12 augustus 1971 | Helsinki  |

## De Noorlander op de tienkamp

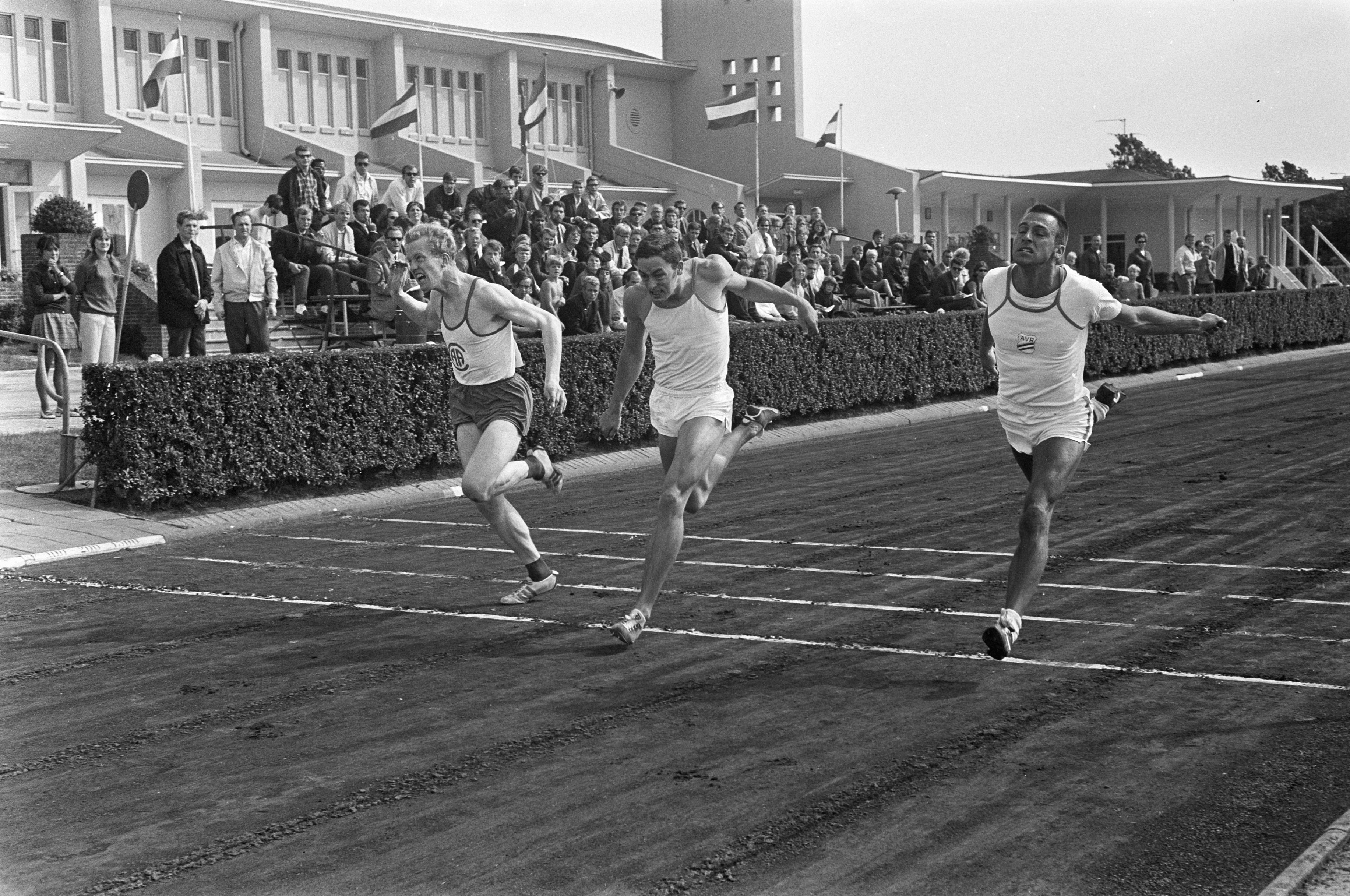
100 meter
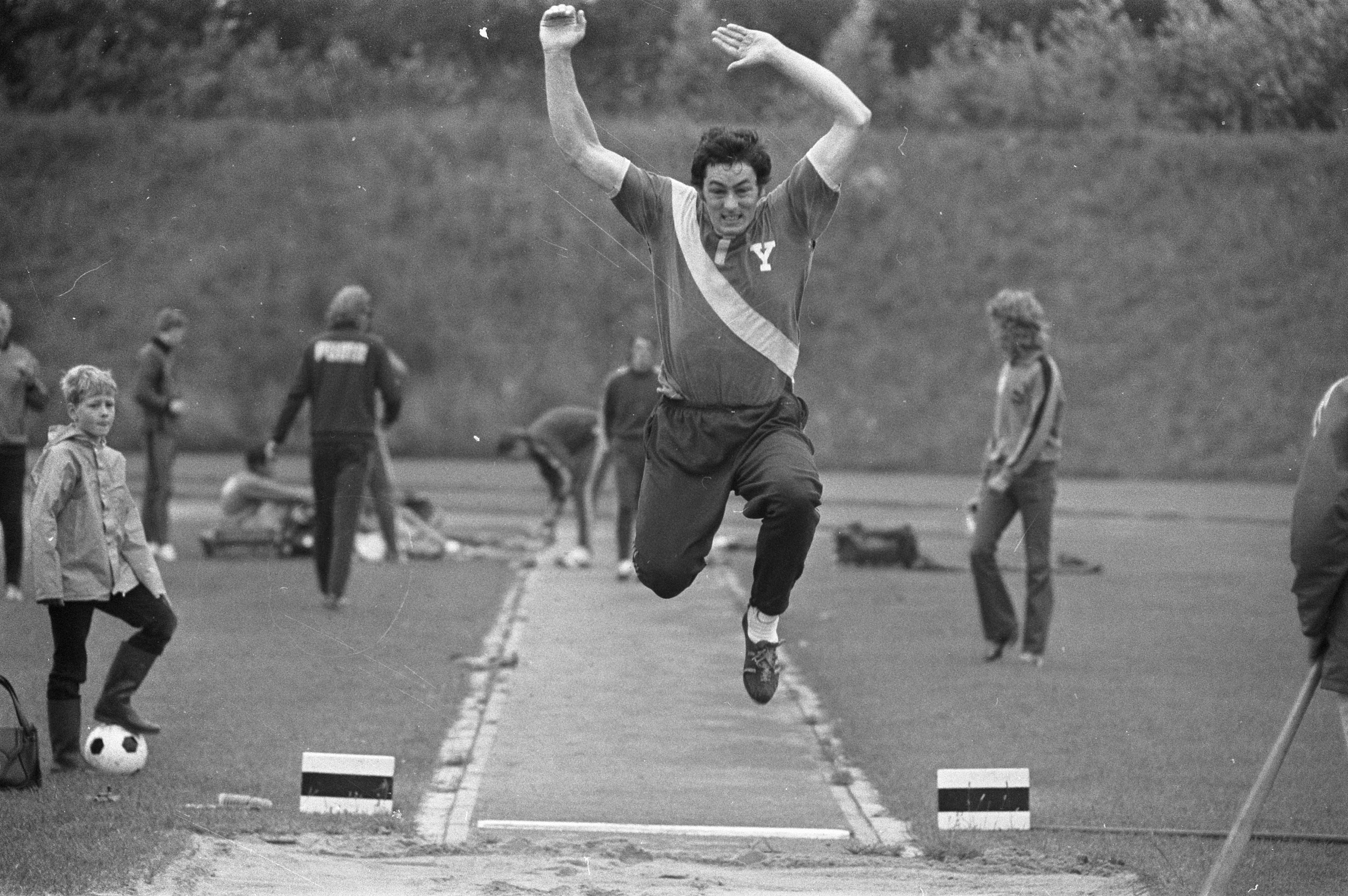
Verspringen
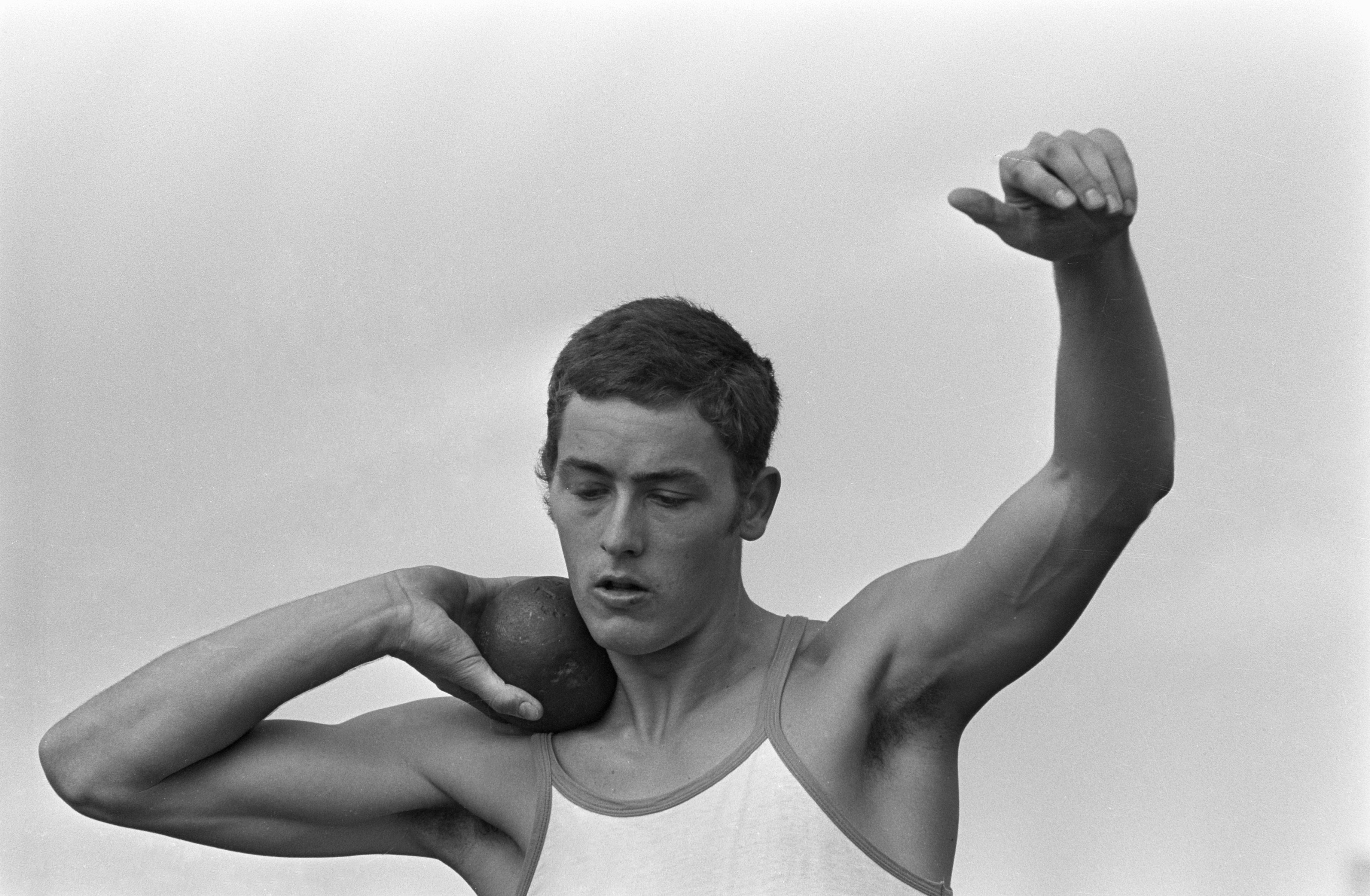
Kogelstoten

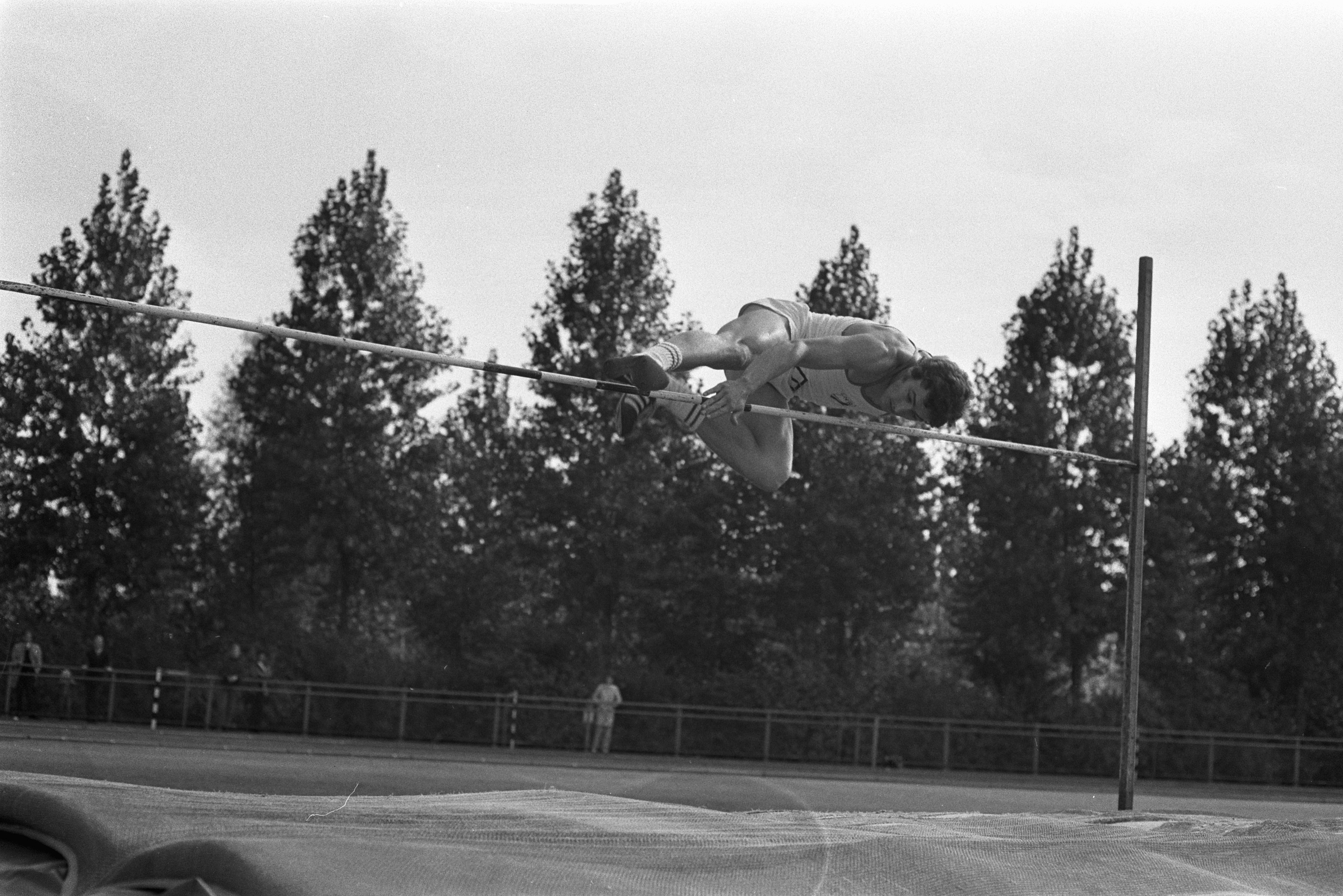
Hoogspringen
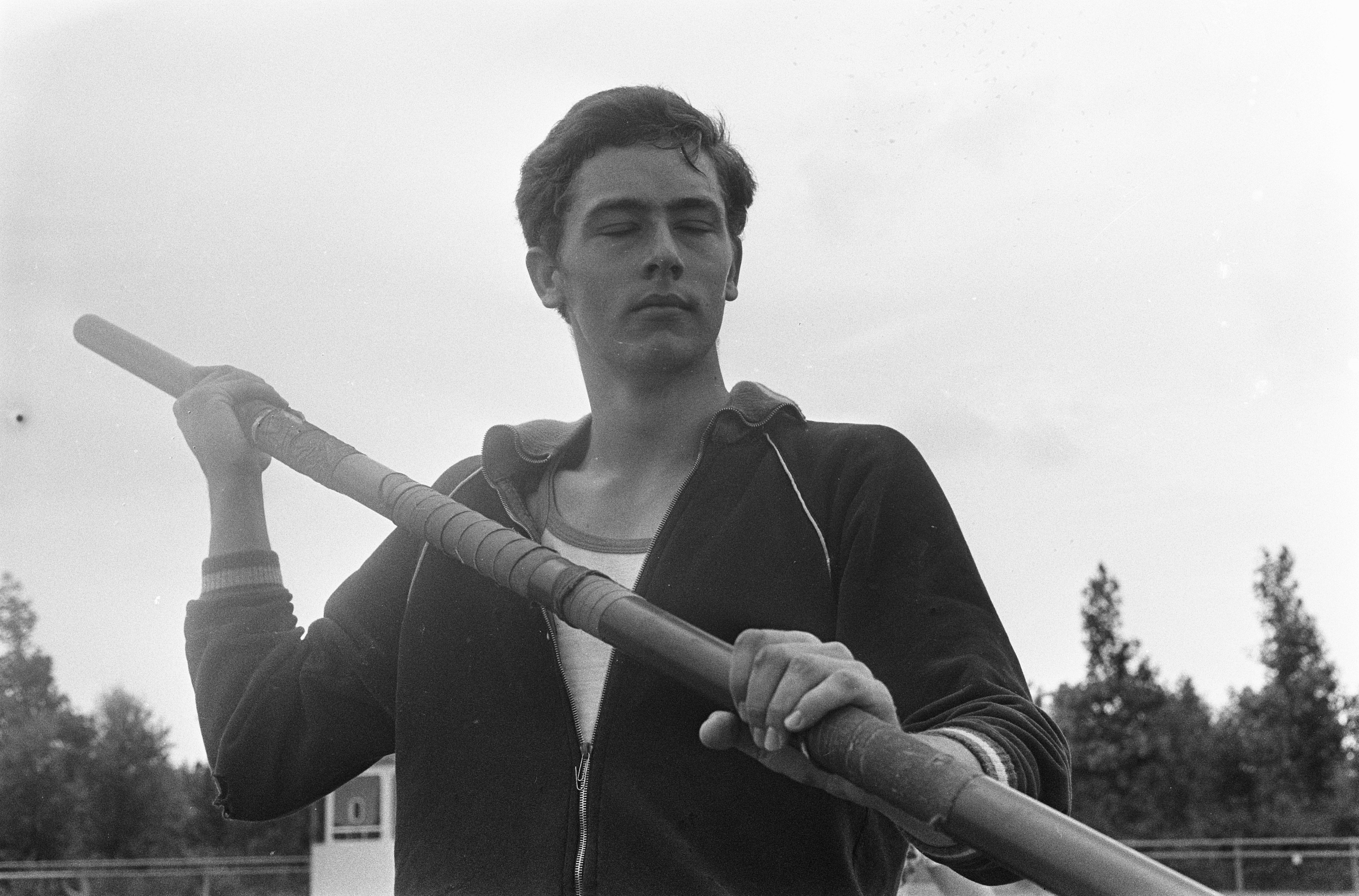
Polsstokhoogspringen
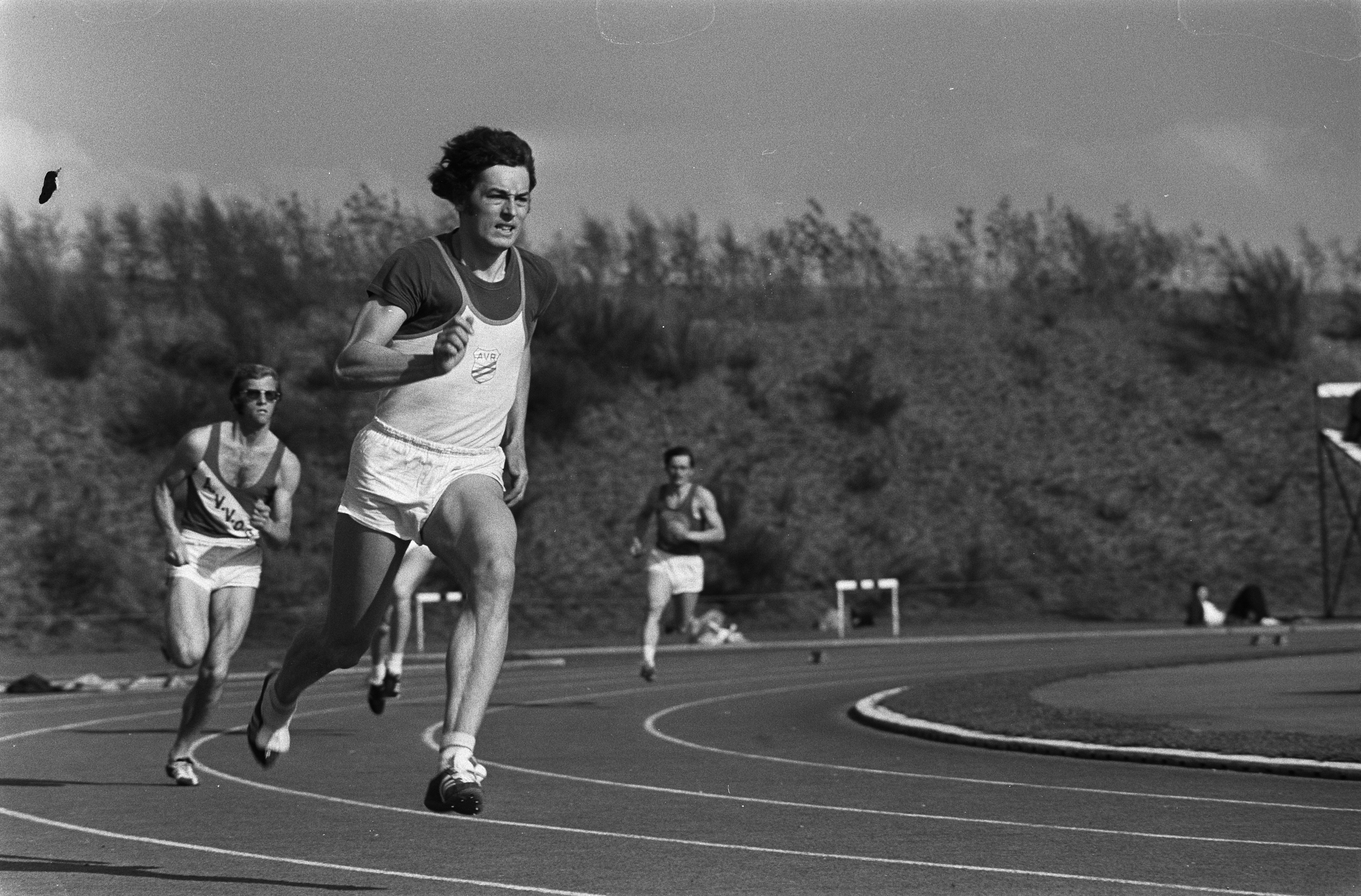
1500 meter

## Palmares

### 110 m horden
- 1968:  NK - 14,4 s (+2,4 m/s)

### hoogspringen
- 1965:  NK - 1,93 m
- 1968: 4e NK - 1,90 m
- 1969:  NK - 1,95 m
- 1972:  NK - 2,03 m

### polsstokhoogspringen
- 1973:  NK - 4,40 m

### verspringen
- 1968: 6e NK - 6,90 m

### tienkamp
- 1965: 7e Zeslandenwedstrijd te Bern - 6845 p
- 1965: 8e Universiade te Boedapest - 6721 p
- 1965:  NK te Vlaardingen - 7078 p
- 1967: 7e Universiade te Tokio - 7300 p
- 1968:  Interl. Engeland-België-Nederland te Middlesborough - 7190 p
- 1968:  Zeslandenwedstrijd te Brescia - 7272 p
- 1968:  NK te Vlaardingen - 7478 p
- 1968: 9e OS - 7554 p
- 1971: 11e EK te Helsinki - 7478 p

## Onderscheidingen
- KNAU-atleet van het jaar - 1968